# 송악고등학교
송악고등학교(松岳高等學校)는 대한민국 충청남도 당진시 송악읍 가학리에 있는 사립 고등학교이다.

## 학교 동문
- 1950년 4월 25일 : 명륜고등공민학교 설립인가
- 1950년 5월 25일 : 명륜고등공민학교 개교(당진향교 명륜당)
- 1952년 2월 20일 : 재단법인 삼보학원 설립인가
- 1952년 2월 20일 : 초대 허윤 이사장 취임
- 1952년 5월 25일 : 송악중학교 설립인가
- 1952년 5월 25일 : 초대 중학교 허윤 교장 취임
- 1964년 1월 25일 : 송악고등학교 설립인가(학년당 3학급 전 9학급)
- 1975년 12월 5일 : 초대 류승호 교장 취임
- 1979년 1월 10일 : 제1회 졸업식
- 1982년 3월 15일 : 초대 이홍수 이사장 취임
- 1986년 6월 30일 : 학급 변경인가(5학급 전 15학급)
- 1987년 5월 30일 : 학교법인 인동학원으로 명칭변경 인가
- 2004년 1월 30일 : 기숙사 인동학사 개관(178평)
- 2009년 11월 16일 : 급식실 재건축(626.2m2)
- 2018년 7월 20일 : 제10대 장규열 이사장 취임
- 2024년 1월 5일 : 제46회 졸업식
- 2024년 3월 1일 : 제10대 고희승 교장 취임

## 참고 자료
- 송악고등학교 - 한국교육학술정보원 학교알리미